# Cheumatopsyche akana
Cheumatopsyche akana är en nattsländeart som beskrevs av Statzner 1984. Cheumatopsyche akana ingår i släktet Cheumatopsyche och familjen ryssjenattsländor. Inga underarter finns listade i Catalogue of Life.